# Halowe Mistrzostwa Słowacji w Lekkoatletyce 2011
Halowe Mistrzostwa Słowacji w Lekkoatletyce 2011 – zawody lekkoatletyczne, które odbyły się w hali Elana w Bratysławie 19 i 20 lutego.
Po zawodach Słowacki Związek Lekkiej Atletyki ogłosił sześcioosobową reprezentację kraju na halowe mistrzostwa Europy w Paryżu (4–6 marca).

## Rezultaty

### Mężczyźni
| Konkurencja:              | 1. miejsce           | Rezultat    |
| Bieg na 60 m              | Vladimír Šimík       | 6,91 NL PB  |
| Bieg na 200 m             | Juraj Mokráš         | 22,03 NL PB |
| Bieg na 400 m             | Daniel Vajdík        | 49,00 NL PB |
| Bieg na 800 m             | Jozef Pelikán        | 1:54,64     |
| Bieg na 1500 m            | Jaroslav Szabo       | 4:01,93     |
| Bieg na 3000 m            | Jaroslav Szabo       | 8:41,04 PB  |
| Bieg na 60 m przez płotki | Matúš Janeček        | 7,88        |
| Skok wzwyż                | Lukáš Beer           | 2,14        |
| Skok o tyczce             | Tomáš Krajňák        | 4,60        |
| Skok w dal                | Jaroslav Dobrovodský | 7,80 NR PB  |
| Trójskok                  | Jaroslav Dobrovodský | 15,58       |
| Pchnięcie kulą            | Jaroslav Žitňanský   | 15,77 SB    |

### Kobiety
| Konkurencja:   | 1. miejsce          | Rezultat   |
| Bieg na 60 m   | Lenka Kršáková      | 7,58 NL PB |
| Bieg na 200 m  | Lenka Kršáková      | 24,97      |
| Bieg na 800 m  | Paula Habovstiaková | 2:18,22 PB |
| Bieg na 1500 m | Paula Habovstiaková | 4:53,00    |
| Bieg na 3000 m | Ľubomíra Maníková   | 10:33,72   |
| Skok wzwyż     | Iveta Srnková       | 1,77 SB    |
| Skok o tyczce  | Slavomíra Sľúková   | 3,60 NL SB |
| Skok w dal     | Renata Medgyesová   | 6,52 NL SB |
| Trójskok       | Dana Velďáková      | 13,83      |
| Pchnięcie kulą | Ivana Krištofíčová  | 14,44 PB   |